# لیندسی سیمن
لیندسی سیمن (به انگلیسی: Lindsay Seemann) (زادهٔ سپتامبر ۲۲, ۱۹۹۲ (۳۲ سال)) شناگر اهل کانادا است.